# Lindeberg Station
 Ikke at forveksle med Lindeberg Station (Hovedbanen).
Lindeberg Station (Lindeberg stasjon) er en metrostation på Furusetbanen på T-banen i Oslo. Stationen ligger mellem Trosterud og Furuset. Melem Trosterud og endestationen Ellingsrudåsen ligger banen i tunnel, med undtagelse af ca. 200 meter ved Jeriko skole nordøst for Lindeberg.
Stationen ligger under Lindeberg senter med udgang via centret. Store dele af Lindeberg ligger i gåafstand fra centret, mens Nordre Lindeberg gård kan nås via en gangtunnel under Europavej E6.